# Scoglietto di Portoferraio
Le Scoglietto di Portoferraio est une île mineure de l'archipel toscan. Il est situé à environ 1,5 km au nord-est de Capo Bianco ; administrativement, il fait partie de la commune de Portoferraio, sur l'Île d'Elbe.

## Description
L'îlot, autrefois appelé Ferraiola (de Ferraia, le nom médiéval de Portoferraio), est presque dépourvu de végétation et sur son sommet se trouve le phare de Scoglietto di Portoferraio, construit en 1910 .
Il ne fait pas partie du Parc national de l'archipel toscan, tandis que le bras de mer qui l'entoure est inclus depuis 1971 dans la zone de connexion biologique Le Ghiaie-Scoglietto-Capo Bianco, où la pêche est interdite par arrêté du Ministère des Politiques Agricoles  La zone est très poissonneuse et une abondante faune d'invertébrés trouve refuge dans les herbiers de Posidonie ; c'est pourquoi l'endroit est très apprécié des amateurs de plongée sous-marine.

## Galerie

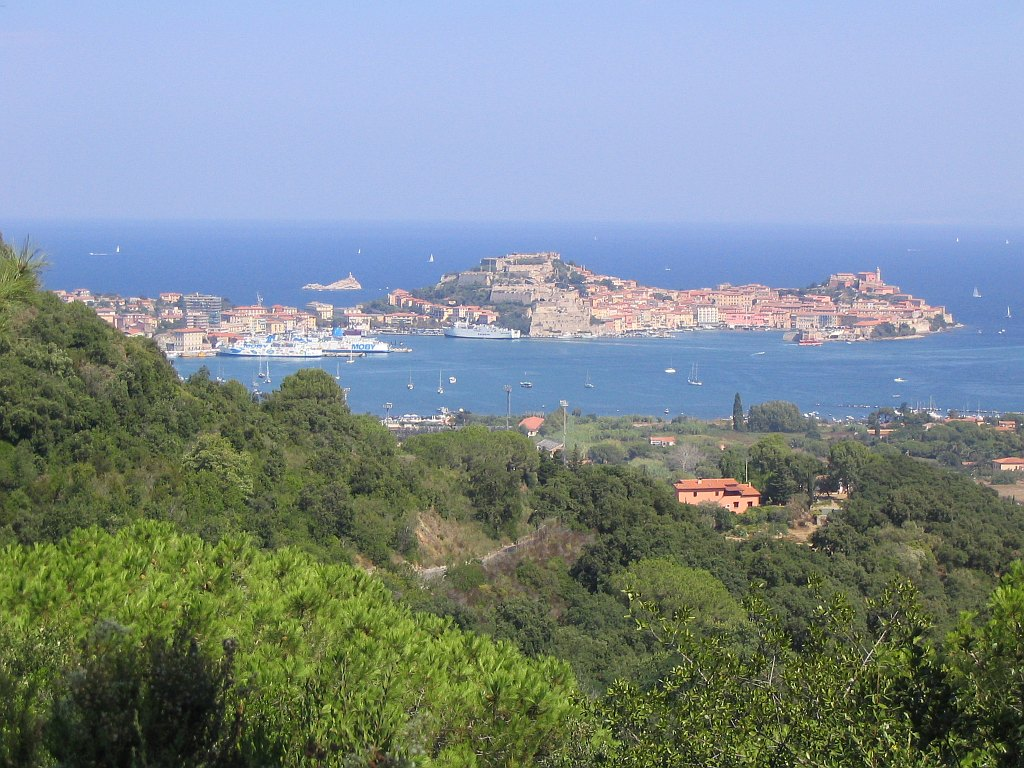
Vue de Portoferraio
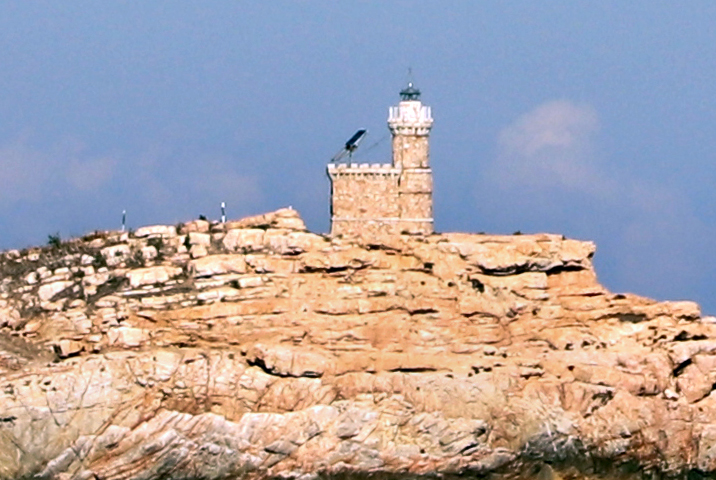
Le phare

### Sources de traduction
- (it) Cet article est partiellement ou en totalité issu de l’article de Wikipédia en italien intitulé « Scoglietto di Portoferraio » (voir la liste des auteurs).